# Pozalmuro
Pozalmuro ist ein Ort und eine kleine Gemeinde (municipio) mit nur 46 Einwohnern (Stand: 2024) im Osten der nordspanischen Provinz Soria in der Autonomen Gemeinschaft Kastilien-León. Zur Gemeinde gehört auch der bereits seit langem aufgegebene Weiler (pedanía) Masegoso.

## Lage
Der Ort Pozalmuro liegt ungefähr 30 km (Fahrtstrecke) östlich der Provinzhauptstadt Soria in einer Höhe von ca. 1050 m ü. d. M. Das Klima im Winter ist kühl, im Sommer dagegen durchaus warm; die geringen Niederschläge (ca. 565 mm/Jahr) fallen – mit Ausnahme der eher regenarmen Sommermonate – verteilt übers ganze Jahr.

## Bevölkerungsentwicklung
| Jahr      | 1900 | 1950 | 2000 | 2016 |
| Einwohner | 620  | 450  | 108  | 66   |

Der deutliche Bevölkerungsrückgang im 20. Jahrhundert ist im Wesentlichen auf die Mechanisierung der Landwirtschaft und den damit einhergehenden Verlust an Arbeitsplätzen zurückzuführen.

## Wirtschaft
In der Region wurde bis ins 20. Jahrhundert hinein nahezu ausschließlich Landwirtschaft (Feldbau, Viehzucht, Weinbau) zur Selbstversorgung betrieben. Seit den 1970er Jahren spielt auch der Tourismus in Form der Vermietung von Ferienwohnungen (casas rurales) eine gewisse Rolle für die Einnahmen der Bevölkerung.

## Geschichte
Auf dem Gemeindegebiet wurden bronzezeitliche und römische Kleinfunde gemacht. Aus der Römerzeit stammt wahrscheinlich auch die – später wiederholt erneuerte Brücke – über den Río Rituerto beim Weiler Masegoso, der an der Straße zwischen Uxama (heute El Burgo de Osma) und Augustóbriga (heute Muro de Ágreda) bzw. Turiaso (heute Tarazona). Im 8. Jahrhundert drangen die Mauren bis in die Region vor und konnten erst um die Mitte des 11. Jahrhunderts von dort wieder vertrieben werden (reconquista). Anschließend wurde die Region durch Christen aus dem Norden wiederbesiedelt (repoblación). Vom 13. bis zum 15. Jahrhundert war die Region zwischen Kastilien und Aragón umstritten.

## Sehenswürdigkeiten

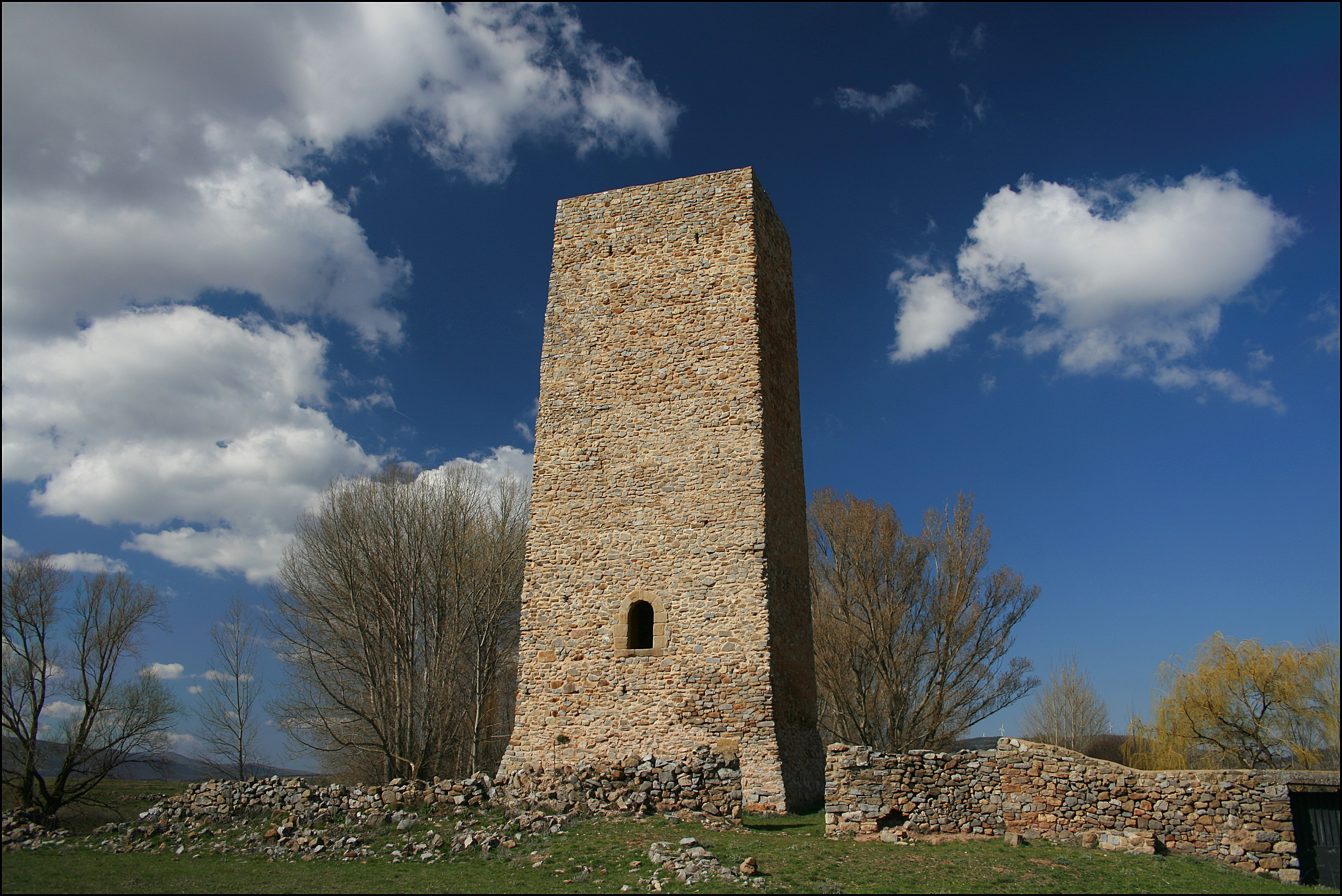
Turm im Weiler Masegoso

- Die Kirche Santa María la Mayor wurde im 16./17. Jahrhundert an der Stelle einer älteren romanischen Kirche errichtet. Das Altarretabel ist ein Werk des Bildschnitzers Pedro del Cerro aus dem Jahr 1585.

Masegoso
- Ungefähr einen Kilometer westlich des Weilers Masegoso quert eine dreibogige Brücke das oft sumpfige Gelände zu beiden Seiten des Río Rituerto. Gemäß der Überlieferung ist sie römischen Ursprungs, dort wurde sie später mehrfach ausgebessert und erneuert.
- Nur wenige Meter von den Ruinen des Weilers entfernt steht der wahrscheinlich in christlicher Zeit erbaute ca. 20 m hohe Torre de Masegoso, der als Wach- und Rückzugsturm diente. Sein einziger Zugang befindet sich ca. 4 m über dem Bodenniveau und konnte nur mit Hilfe von Leitern erreicht werden.